# Kazuń Nowy
Kazuń Nowy (prononciation : [ˈkazuɲ ˈnɔvɨ]) est un village polonais de la gmina de Czosnów dans le powiat de Nowy Dwór Mazowiecki de la voïvodie de Mazovie dans le centre-est de la Pologne.
Il se situe à environ 6 kilomètres au nord-ouestde Czosnów (siège de la gmina), 2 kilomètres au sud de Nowy Dwór Mazowiecki (siège du powiat) et à 32 kilomètres au nord-ouest de Varsovie (capitale de la Pologne).
Le village compte approximativement une population de 500 habitants en 2006.

## Histoire
De 1975 à 1998, le village appartenait administrativement à la voïvodie de Varsovie.